# Julius Friedrich von Gilsa
Julius Friedrich Johann Georg von Gilsa (* 19. Dezember 1827 in Erfurt; † 7. Januar 1902 in Gotha) war ein preußischer Generalmajor.

## Leben

### Herkunft
Er war der Sohn des preußischen Majors Karl Anton von Gilsa (1785–1833) und dessen Ehefrau Agnes, geborene Madelung (1800–1891). Nach dem frühen Tod des Vaters heiratete dessen Witwe am 4. Juli 1835 in Gotha den späteren preußischen Generalmajor Karl Schenck zu Schweinsberg (1796–1869). Leopold von Gilsa war sein Bruder.

### Militärkarriere
Gilsa besuchte die Kadettenanstalten in Wahlstatt und Berlin. Anschließend wurde er am 27. Mai 1847 als Sekondeleutnant der 4. Artilleriebrigade der Preußischen Armee überwiesen. Gilsa absolvierte die Vereinigte Artillerie- und Ingenieurschule und nahm im Anschluss 1849 während des Feldzuges gegen Dänemark an den Gefechten bei Viuf und Veile teil. Vom 15. Oktober 1852 bis zum 30. September 1855 war er zur weiteren Ausbildung an die Allgemeine Kriegsschule kommandiert. Ab 13. Februar 1856 war Gilsa Adjutant der II. Abteilung und wurde am 20. November 1856 Premierleutnant. Ende Mai 1859 zum Hauptmann befördert, folgte vom 15. Mai 1860 bis zum 28. Februar 1861 eine Kommandierung zur Topographischen Abteilung des Großen Generalstabs. Anschließend war Gilsa als Führer der 5. Kompanie des Festungsartillerie-Regiments Nr. 4 tätig und wurde am 8. März 1862 zum Kompaniechef ernannt. Unter Stellung à la suite seines Regiments war Gilsa ab 27. September 1862 Lehrer an der Kriegsschule Erfurt.
Während des mobilen Verhältnisses anlässlich des Deutschen Krieges war Gilsa Chef der 3. Zwölfpfündigen Batterie des 4. Artillerie-Regiments, mit der er in der Schlacht bei Königgrätz zum Einsatz kam. Nach dem Friedensschluss kehrte Gilsa als Batteriechef in das Artillerie-Regiment Nr. 4 zurück. Zeitgleich gehörte er von Ende Mai bis Mitte August 1868 einer Kommission zur endgültigen Beratung der umgeänderten Dienstvorschriften für Unteroffiziere der Feldartillerie an. Als Major wurde Gilsa am 12. Februar 1870 zum Kommandeur der II. Abteilung ernannt. In dieser Stellung nahm er während des Krieges gegen Frankreich an den Kämpfen bei Beaumont, Sedan und der Belagerung von Paris teil. Für seine Leistungen wurde Gilsa mit beiden Klassen des Eisernen Kreuzes ausgezeichnet.
Nach dem Frieden von Frankfurt folgte am 3. Oktober 1871 seine Versetzung zur Festungsartillerie-Abteilung Nr. 14 in der Festung Rastatt. Gleichzeitig fungierte Gilsa dort als Artillerieoffizier vom Platz. Daran schloss sich ab 26. Oktober 1872 eine Verwendung als Kommandeur der I. Abteilung im Badischen Feldartillerie-Regiment Nr. 14 an. Unter Stellung à la suite dieses Regiments wurde Gilsa am 15. September 1873 mit dem Rang und den Gebührnissen eines Regimentskommandeurs zum Direktor der Artillerie-Schießschule in Berlin ernannt. Seit dem 19. September 1874 Oberstleutnant, war Gilsa ab Mitte Dezember 1875 auch Mitglied der Prüfungskommission für Hauptleute und Premierleutnants der Artillerie. Am 23. Juni 1876 kehrte er in den Truppendienst zurück und erhielt das Kommando über das Holsteinische Feldartillerie-Regiment Nr. 24 in Schwerin. Während seiner dortigen Dienstzeit wurde Gilsa am 7. August 1877 von der Stellung als Mitglied der Prüfungskommission entbunden und am 18. Oktober 1877 zum Oberst befördert.
Mit der gesetzlichen Pension wurde er am 10. Juli 1880 schließlich zur Disposition gestellt. Am 21. Juni 1884 erhielt Gilsa den Charakter als Generalmajor. Vier Monate später wurde ihm der Abschied mit seiner bisherigen Pension bewilligt. Außerdem zeichnete ihn Wilhelm II. am 30. August 1895 mit dem preußischen Kronenorden II. Klasse aus.

### Familie
Gilsa hatte sich am 11. Januar 1864 in Klitzschen mit Elisabeth Stern (1839–1929) verheiratet. Sie war die Schwester des Generalfeldzeugmeisters Emil Stern (1843–1929). Aus der Ehe gingen folgende Kinder hervor:
- Ernst (1864–1865)
- Kurt (1866–1941), preußischer Generalmajor
- Natalie (1869–1876)
- Natalie (1877–1879)
- Erich (1879–1963), deutscher Oberst und Adjutant des Reichswehrministers Gustav Noske